# Goldene Himbeere 1987
Die Goldene Himbeere 1987 (engl.: 7th Golden Raspberry Awards) wurde am 29. März 1987, dem Vorabend der Oscarverleihung, im Hollywood Roosevelt Hotel in Hollywood, Kalifornien verliehen.
Zum ersten Mal in der Geschichte der Goldenen Himbeere teilten sich mit Howard – Ein tierischer Held und Under the Cherry Moon – Unter dem Kirschmond zwei Filme die Auszeichnung in der Hauptkategorie Schlechtester Film.

## Preisträger und Nominierungen
| Statistik (aufgeführt werden Filme mit mehr als einer Nominierung) N=Nominierung; S=Sieg(e) |   |   |
| Film                                                                                        | N | S |
| Under the Cherry Moon – Unter dem Kirschmond                                                | 8 | 5 |
| Howard – Ein tierischer Held                                                                | 7 | 4 |
| Die City-Cobra                                                                              | 6 | 0 |
| Shanghai Surprise                                                                           | 5 | 1 |
| Blue City                                                                                   | 5 | 0 |
| 9½ Wochen                                                                                   | 3 | 0 |
| Invasion vom Mars                                                                           | 2 | 0 |
| Rhea M – Es begann ohne Warnung                                                             | 2 | 0 |
| Tai-Pan                                                                                     | 2 | 0 |

Es folgt die komplette Liste der Preisträger und Nominierten.
| Kategorien                     | Nominierte                                                                                  | |
| ------------------------------ | ------------------------------------------------------------------------------------------- | --- |
| Schlechtester Film             |                                                                                             | Bob Cavallo, Joe Ruffalo und Steve Fargnoli – Under the Cherry Moon – Unter dem Kirschmond (Under the Cherry Moon) und Gloria Katz – Howard – Ein tierischer Held (Howard the Duck) |
| Schlechtester Film             | Yoram Globus und Menahem Golan – Die City-Cobra (Cobra)                                     | |
| Schlechtester Film             | William L. Hayward und Walter Hill – Blue City                                              | |
| Schlechtester Film             | John Kohn – Shanghai Surprise                                                               | |
| Schlechtester Schauspieler     | Prince                                                                                      | Prince – Under the Cherry Moon – Unter dem Kirschmond (Under the Cherry Moon) |
| Schlechtester Schauspieler     | Prince                                                                                      | Emilio Estevez – Rhea M – Es begann ohne Warnung (Maximum Overdrive) |
| Schlechtester Schauspieler     | Prince                                                                                      | Judd Nelson – Blue City |
| Schlechtester Schauspieler     | Prince                                                                                      | Sean Penn – Shanghai Surprise |
| Schlechtester Schauspieler     | Prince                                                                                      | Sylvester Stallone – Die City-Cobra (Cobra) |
| Schlechteste Schauspielerin    | Madonna                                                                                     | Madonna – Shanghai Surprise |
| Schlechteste Schauspielerin    | Madonna                                                                                     | Kim Basinger – 9½ Wochen (9½ Weeks) |
| Schlechteste Schauspielerin    | Madonna                                                                                     | Joan Chen – Tai-Pan |
| Schlechteste Schauspielerin    | Madonna                                                                                     | Brigitte Nielsen – Die City-Cobra (Cobra) |
| Schlechteste Schauspielerin    | Madonna                                                                                     | Ally Sheedy – Blue City |
| Schlechtester Nebendarsteller  |                                                                                             | Jerome Benton – Under the Cherry Moon – Unter dem Kirschmond (Under the Cherry Moon)                                                                                                |
| Schlechtester Nebendarsteller  | Peter O’Toole – Club Paradise                                                               | |
| Schlechtester Nebendarsteller  | Tim Robbins – Howard – Ein tierischer Held (Howard the Duck)                                | |
| Schlechtester Nebendarsteller  | Brian Thompson – Die City-Cobra (Cobra)                                                     | |
| Schlechtester Nebendarsteller  | Scott Wilson – Blue City                                                                    | |
| Schlechteste Nebendarstellerin | Dom DeLuise                                                                                 | Dom DeLuise (als Tante Kate) – Hochzeitsnacht im Geisterschloß (Haunted Honeymoon)                                                                                                  |
| Schlechteste Nebendarstellerin | Dom DeLuise                                                                                 | Louise Fletcher – Invasion vom Mars (Invaders from Mars) |
| Schlechteste Nebendarstellerin | Dom DeLuise                                                                                 | Zelda Rubinstein – Poltergeist II – Die andere Seite (Poltergeist II) |
| Schlechteste Nebendarstellerin | Dom DeLuise                                                                                 | Beatrice Straight – Power - Weg zur Macht (Power) |
| Schlechteste Nebendarstellerin | Dom DeLuise                                                                                 | Kristin Scott Thomas – Under the Cherry Moon – Unter dem Kirschmond (Under the Cherry Moon)                                                                                         |
| Schlechteste Regie             | Prince                                                                                      | Prince – Under the Cherry Moon – Unter dem Kirschmond (Under the Cherry Moon) |
| Schlechteste Regie             | Prince                                                                                      | Jim Goddard – Shanghai Surprise |
| Schlechteste Regie             | Prince                                                                                      | Willard Huyck – Howard – Ein tierischer Held (Howard the Duck) |
| Schlechteste Regie             | Prince                                                                                      | Stephen King – Rhea M – Es begann ohne Warnung (Maximum Overdrive) |
| Schlechteste Regie             | Prince                                                                                      | Michelle Manning – Blue City |
| Schlechtestes Drehbuch         |                                                                                             | Willard Huyck und Gloria Katz – Howard – Ein tierischer Held (Howard the Duck) |
| Schlechtestes Drehbuch         | Robert Bentley und John Kohn – Shanghai Surprise                                            | |
| Schlechtestes Drehbuch         | Becky Johnston – Under the Cherry Moon – Unter dem Kirschmond (Under the Cherry Moon)       | |
| Schlechtestes Drehbuch         | Sarah Kernochan, Zalman King und Patricia Knop – 9½ Wochen (9½ Weeks)                       | |
| Schlechtestes Drehbuch         | Sylvester Stallone – Die City-Cobra (Cobra)                                                 | |
| Schlechtester Newcomer         |                                                                                             | Die sechs Jungen und Mädchen im Entenkostüm – Howard – Ein tierischer Held (Howard the Duck)                                                                                        |
| Schlechtester Newcomer         | Joan Chen – Tai-Pan                                                                         | |
| Schlechtester Newcomer         | Mitchell Gaylord – American Anthem                                                          | |
| Schlechtester Newcomer         | Kristin Scott Thomas – Under the Cherry Moon – Unter dem Kirschmond (Under the Cherry Moon) | |
| Schlechtester Newcomer         | Brian Thompson – Die City-Cobra (Cobra)                                                     | |
| Schlechtester Song             | Prince                                                                                      | Love or Money aus Under the Cherry Moon – Unter dem Kirschmond (Under the Cherry Moon) – Prince and The Revolution                                                                  |
| Schlechtester Song             | Prince                                                                                      | Howard the Duck aus Howard – Ein tierischer Held (Howard the Duck) – George S. Clinton, Thomas Dolby und Allee Willis                                                               |
| Schlechtester Song             | Prince                                                                                      | I Do What I Do aus 9½ Wochen (9½ Weeks) – Michael Des Barres, Jonathan Elias und John Taylor                                                                                        |
| Schlechtester Song             | Prince                                                                                      | Life in a Looking Glass aus That’s Life! So ist das Leben (That’s Life!) – Leslie Bricusse und Henry Mancini                                                                        |
| Schlechtester Song             | Prince                                                                                      | Shanghai Surprise aus Shanghai Surprise – George Harrison |
| Schlechteste Spezialeffekte    |                                                                                             | Industrial Light & Magic – Howard – Ein tierischer Held (Howard the Duck) |
| Schlechteste Spezialeffekte    | John Dykstra und Stan Winston – Invasion vom Mars (Invaders from Mars)                      | |
| Schlechteste Spezialeffekte    | Carlo Rambaldi – King Kong lebt (King Kong Lives)                                           | |
| Worst Career Achievement Award | Bruce der Hai                                                                               | Bruce der Hai aus Der weiße Hai (Jaws), Der weiße Hai 2 (Jaws 2) und Der weiße Hai 3-D (Jaws 3-D)                                                                                   |